# 遲到千年
遲到千年是台灣獨立樂團蘇打綠在2006年9月18日發行的一張單曲，限量5000張，售完即絕版。會突然發行單曲的原因是在8月24日晚上青峰於網路BBS「批踢踢」公佈小宇宙專輯曲目時，製作人林暐哲說只要衝到「白爆」（即板上人數1000人以上），就發新單曲。8月25日晚上，PTT蘇打綠版湧入大量歌迷，板上人數並於8月26日0時23分成功突破1000人（白爆），約莫一個月後單曲開始預購。

## 曲目
| 曲序 | 曲目             |
| ---- | ---------------- |
| 1.   | 遲到千年（demo） |
| 2.   | 墜落（demo）     |
| 3.   | 遲到千年         |

## 音樂錄影帶
| 歌名     | 執導   |
| -------- | ------ |
| 遲到千年 | 劉明群 |